# Sofja Alexandrowna Janowskaja
Sofja Alexandrowna Janowskaja, russisch Софья Александровна Яновская (* 31. Januar 1896 in Pruschany; † 24. Oktober 1966 in Moskau) war eine russische Mathematikhistorikerin und Philosophin der Mathematik.

## Leben
Janowskaja stammte aus einer jüdischen Familie und besuchte 1914 bis 1918 die höhere Schule für Mädchen in Odessa. Dort wurde sie Mitglied der Bolschewiki und arbeitete bis 1924 für die Partei. Danach unterrichtete sie an einer Parteischule. Sie war 1931 bis 1966 Mitglied der Fakultät für Mathematik und Mechanik der Lomonossow-Universität und Professorin. Sie starb an Diabetes.
1933 gründete sie mit Mark Jakowlewitsch Wygodski ein mathematikhistorisches Seminar in Moskau, dem sich auch Adolf Pawlowitsch Juschkewitsch anschloss (alle drei gelten als Begründer der sowjetischen Mathematikhistorie). 1935 wurde sie bei Samuil Ossipowitsch Schatunowski promoviert. In den 1930er Jahren traf sie auch Ludwig Wittgenstein in Moskau, riet ihm aber ab, in die Sowjetunion zu übersiedeln.
Sie befasste sich vor allem mit Geschichte der axiomatischen Methode, der mathematischen Logik und der Grundlagen der Mathematik und Geschichte der Mathematik in Russland. Mit Wygodski vertrat sie einen marxistischen Standpunkt in der Mathematikgeschichte und gab die mathematischen Manuskripte von Karl Marx heraus. Sie erschienen posthum 1968.
Sie erhielt den Leninorden.

## Schriften
- mit Иван И. Лихолетовым: Из истории преподавания математики в Московском университете (1804–1860 гг.). In: Историко-математические исследования. Band 8, 1955, S. 127–480, (Aus der Geschichte der Lehre der Mathematik an der Universität Moskau.).
- Методологические проблемы науки. Мысль, Moskau 1972, (Methodologische Probleme in der Wissenschaft.).